# Illice ruficollis
Illice ruficollis là một loài bướm đêm thuộc phân họ Arctiinae, họ Erebidae.